# Poeoptera
Poeoptera là một chi chim trong họ Sturnidae.